# Szkoła Podstawowa nr 53 im. Stefana Żeromskiego w Katowicach

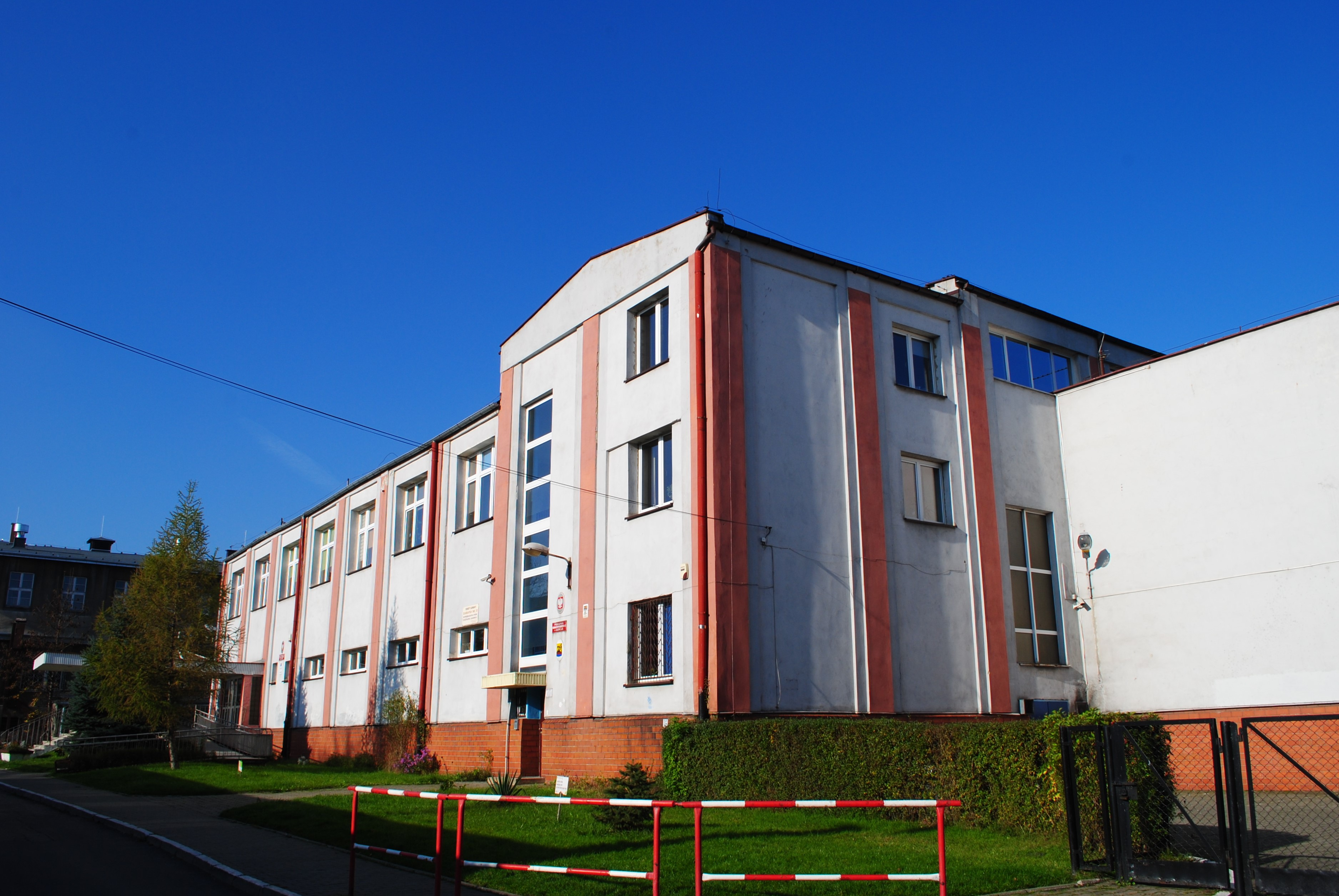
Nowy budynek szkoły

Szkoła Podstawowa nr 53 im. Stefana Żeromskiego w Katowicach – szkoła podstawowa w Katowicach, z siedzibą przy placu Wyzwolenia 18 na terenie dzielnicy Janów-Nikiszowiec. Została ona założona 16 października 1911 roku. Patronem placówki jest Stefan Żeromski. Przez wielu nazywana szkołą z czerwonej cegły ze względu na swoje położenie w samym centrum Nikiszowca – katowickiego osiedla, którego znakiem rozpoznawczym jest zwarta zabudowa z czerwonej cegły.

## Historia
Szkoła przy obecnym placu Wyzwolenia18 została założona 16 października 1911 roku na terenie osiedla patronackiego Nikiszowiec zaprojektowanego przez architektów Georga i Emila Zillmannów dla koncernu Georg von Giesches Erben. W budynku pierwotnie znajdowało się 16 sal szkolnych i 2 pokoje służbowe. Naukę w czterech klasach rozpoczęło 217 uczniów. Liczba uczniów szybko wzrastała – w 1914 roku było ich już 1047. Przez pierwsze dziewięć lat istnienia była szkołą niemiecką. Budowę drugiego budynku szkoły rozpoczęto w 1913 roku. Od 1914 roku mieściła się ona w dwóch budynkach. W 1921 roku wyodrębniono dwie szkoły: żeńską i męską. Stały się one szkołami polskimi wraz z nadejściem września 1922 roku. W grudniu 1923 roku, na prośbę grupy rodziców, w budynku szkoły męskiej otwarto 4-klasową szkołę dla mniejszości niemieckiej. Od 1924 roku szkoły przeszły pod zarząd gminy Janów. W czasie II wojny światowej w budynkach szkolnych działała początkowo jedna szkoła niemiecka będąca kontynuacją szkoły dla niemieckiej mniejszości narodowej (otwarta 15 października 1939). Od 1940 roku uruchomiono również niemiecką szkołę żeńską i męską. Po wyzwoleniu spod hitlerowskiej okupacji szkoła polska wznowiła działalność 28 lutego 1945 roku.  
W styczniu 1996 roku placówka otrzymała dodatkowe pomieszczenia, w których mieściły się sale gimnastyczne, sale lekcyjne, a także od września 1996 roku również basen. Był to budynek byłego Domu Kultury KWK „Wieczorek” przy ulicy Szopienickiej w Katowicach.
Szkoła w 2011 roku obchodziła 100-lecie. Z tej okazji w szkole odbyły się uroczyste obchody.  
Numeracja szkoły była zmienna ze względu na przynależność administracyjną osiedla Nikiszowiec. Szkoła nr 1 z początku żeńska, w latach 1924–1939 oraz 1945–1950 miała nr 3, później w latach 1951–1955 nr 14, do 1960 roku nr 12, a w latach 1960–1964 nr 52. Szkoła 2 zwana również męską, w latach 1924–1939 oraz 1945–1950 miała nr 4, w latach 1951–1955 nr 15, w  latach 1955–1959 nr 13, a w latach 1960–1964 nr 53. Na początku okupacji niemieckiej istniała jedna szkoła, w latach 1940–1944 dwie szkoły niemieckie. W 1964 roku szkoły te zostały połączone w jedną placówkę oświatową z numerem 53. Patronem placówki został Stefan Żeromski.

## Kierownictwo Szkoły

### Szkoła macierzysta–rektorzy
- Bruno Baron (1911–1917 od 1914 dwa budynki szkoły)
- Rudolf Glatter (1917–1919)
- Bruno Baron (1919–1920)
- Joseph Piegsa i Franz Psziuk (p.o. 1919–1920)
- Frans Psziuk (komisaryczny 12–18 VIII 1920) odwołany
- Rudolf Glatter (VIII 1920–IX 1920)
- Bruno Baron (IX 1920–I 1921)

### I żeńska
- Frans Psziuk (1921–1922)
- Ernest Jung (1922–1929)
- Paweł Basista (1929–1930)
- Adolf Przywara (X 1930–VIII 1935)
- Kazimierz Mazak (IX 1935–1939)

### II męska
- Rudolf Glatter (1921–1922) rektor komisaryczny
- Rudolf Glatter (1922–1930) rektor
- Aleksander Dobrowolski (1931–1938) kierownik

### Szkoła powszechna dla mniejszości niemieckiej
- Alojzy Żurek (1932–1933 p.o. kierownika)
- Alojzy Żurek (1933–1937 kierownik)

### LataII wojny światowej
- Hartmann (1940–1941)
- Johannes Schirrmeister (1941–1942)
- Albert Köhler (1942–1944)

### Lata powojenne
żeńska:
- Julian Latosiński (1945–1947)
- Henryk Szczepanowski (1946–1955)
- Franciszek Prochowski (1955–1964)

męska:
- Zygmunt Szwej (1945–1951)
- Izydor Kamiński (1951–1952)
- Franc Prochowski (1952–1955)
- Józef Szkudlarek (1955–1956)
- Izydor Kamiński (1956–1964)

### Szkoła podstawowa nr 53 po roku 1964

#### Kierownicy
- Izydor Kamiński (1964–1969)
- Michalina Banaszczyk (1969–1970)

#### Dyrektorzy
- Stanisław Frąckiewicz (1970–1977)
- Maria Filipek (1977–1983)
- Zofia Klaczak (1983–1986)
- Anna Jadwisczok (1986–1991)
- Teresa Boral (1991–2003)
- Maria Rozmus (2003–2008)
- Irena Cichoń (2008–2023)[6]
- Joanna Wosianek (od 2023)

## Znani absolwenci
Najbardziej znaną absolwentką szkoły jest prof. Dorota Simonides, senator Rzeczypospolitej Polskiej od roku 1989.

## Osiągnięcia
W okresie powojennym uczniowie szkoły odnosili sukcesy w łyżwiarstwie szybkim i hokeju. Wpłynęła na to współpraca z klubem GKS Naprzód Janów. W 1983 roku szkoła zajęła I miejsce w ogólnopolskim turnieju hokejowym.